# 2711 Aleksandrov
2711 Aleksandrov (1978 QB2) là một tiểu hành tinh vành đai chính được phát hiện ngày 31 tháng 8 năm 1978 bởi Chernykh, N. ở Nauchnyj.